# Pol Baldomà i Díaz
Pol Baldomà i Díaz (Balaguer, 6 de setembre del 2000) fou el portaveu nacional de les Joventuts d'Esquerra Republicana de Catalunya entre els anys 2022 i 2024. És graduat en Ciències Polítiques i de l'Administració per la Universitat Pompeu Fabra. En l'àmbit laboral, ha treballat en el sector agroalimentari, el sector industrial, i en el sector serveis.
Va començar a formar part de les JERC el 2014, poc després de liderar la refundació de la secció local de Balaguer. El 2016, va ser escollit com a portaveu local i conseller nacional de la secció de Balaguer. Més endavant, el 2018, va assumir la secretaria d'organització de la federació regional de ponent, i el 2019 en va ser escollit portaveu, càrrec que va ocupar fins al 2022. En el XXXè Congrés Nacional va ser escollit com a portaveu nacional del Jovent Republicà.
A banda de la seva activitat al Jovent Republicà, ha estat involucrat en diverses entitats com la Fundació Acell i l'Associació de Jovens de Balaguer.